# Guillaume Taraval
Guillaume Taraval (né le 21 décembre 1701; mort en avril 1750) était un peintre suédois d'origine française.

## Biographie
Guillaume Thomas Taraval introduisit le style rococo en Suède.
Il est le père d'Hughes Taraval.

## Œuvres

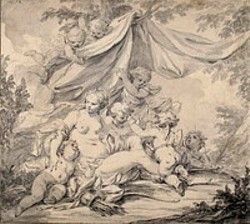
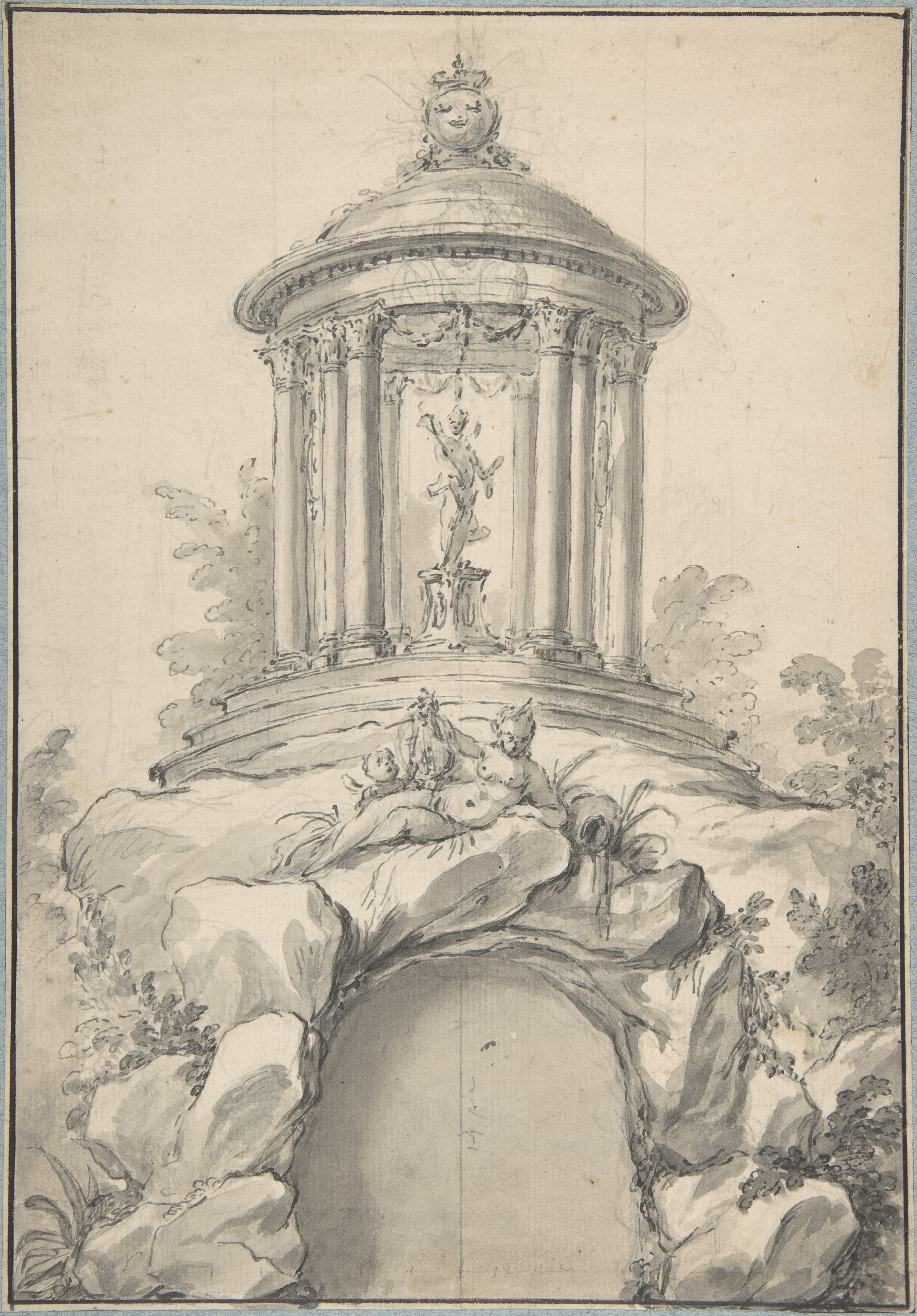